# Диканська селищна територіальна громада
Диканська селищна територіальна громада — територіальна громада в Україні, у Полтавському районі Полтавської області, з адміністративним центром у селищі Диканька.

## Загальна інформація
Площа території — 681,7 км², населення громади — 18 118 осіб, з них: міське населення — 7 573 особи, сільське — 10 545 осіб (2020 р.).

## Населені пункти
До складу громади увійшли селище Диканька та села Андренки, Андріївка, Байрак, Балясне, Борисівка, Василівка, Велика Рудка, Великі Будища, Веселівка, Водяна Балка, Гавронці, Глоди, Горбатівка, Горянщина, Дейнеківка, Діброва, Дячкове, Жадани, Єлизаветівка, Кам'янка, Кардашівка, Климківка, Кокозівка, Кононенки, Кратова Говтва, Кучерівка, Ландарі, Лани, Мала Рудка, Марченки, Михайлівка, Міжгір'я, Надежда, Нелюбівка, Нова Василівка, Одарюківка, Олефірщина, Онацьки, Орданівка, Петренки, Петро-Давидівка, Писарівщина, Попівка, Проні, Сивці, Слиньків Яр, Сохацька Балка, Стасі, Степанівка, Судівка, Тополівка, Трояни, Федорівка, Хоменки, Чернечий Яр, Чернещина, Ярохівка.

## Історія
Створена у 2020 році, відповідно до розпорядження Кабінету Міністрів України № 721-р від 12 червня 2020 року «Про визначення адміністративних центрів та затвердження територій територіальних громад Полтавської області», шляхом об'єднання територій та населених пунктів Диканської селищної та Андріївської, Байрацької, Балясненської, Великобудищанської, Великорудківської, Водянобалківської, Дібрівської, Надеждинської, Нелюбівської, Орданівської, Петро-Давидівської, Стасівської сільських рад Диканського району Полтавської області.